# Zakerzonia
 (septembre 2024).

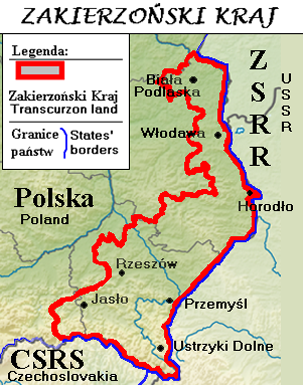
Territoires polonais revendiqués par l'UPA peu après la Seconde Guerre mondiale

Zakerzonia (en polonais : Zakerzonie, en ukrainien : Закерзоння, littéralement Trans-Curzon) est un terme journalistique apparu entre les deux guerres mondiales, qui signifie territoire au-delà de la ligne Curzon. Il désigne les terres polonaises situées à l'ouest de la ligne Curzon peuplées d'ethnis ukrainiennes, Lemkos, Boykos et Ruthéniens. Cependant, avant 1939, les Ukrainiens vivaient sur ces terres en minorité (environ 20 %), et la majorité des habitants étaient des Polonais (environ 70 %). Aujourd'hui, plus de 95% de cette région est polonaise.

## Contexte
Le terme Zakerzonia est créé à partir du nom du ministre des Affaires étrangères de Grande-Bretagne (1919-1924), Lord George Curzon, qui en 1919 propose une ligne de démarcation entre la République de Pologne et la République populaire d'Ukraine occidentale, pour tenter de mettre fin à la Guerre soviéto-polonaise.
Le terme commencé à être utilisé dans la période d'entre guerres, puis pendant la Seconde Guerre mondiale, lorsque la reprise de conflit militaire polonais-ukrainien pour l'indépendance de l'Ukraine et de la Pologne. Pendant l'occupation soviétique de l'Ukraine, le terme n'est pas utilisé, mais il continue à être utilisé parmi l'émigration ukrainienne, en particulier aux États-Unis et au Canada, où se trouve dispersée la diaspora ukrainienne.
En 1939, à l'invasion de la Pologne par l'Union soviétique et l'Allemagne nazie, ce territoire de 19 000 km2 est peuplé d'un plus de 2 millions  d'habitants parmi lesquels 400 000 Ukrainiens. 
À la fin de la Seconde Guerre mondiale le terme Zakerzonia est repris par l'Armée insurrectionnelle ukrainienne (UPA), qui revendique cette région et réclame la création d'une République Trans-Curzon. 
La démographie de Zakerzonia change drastiquement à la suite du transfert des populations ukrainiennes vers l'Union soviétique entre 1944 et 1946, et lors de l'Opération Vistule en 1947.

## Sources
- (en) Cet article est partiellement ou en totalité issu de l’article de Wikipédia en anglais intitulé « Zakerzonia » (voir la liste des auteurs).

- (pl) Cet article est partiellement ou en totalité issu de l’article de Wikipédia en polonais intitulé « Zakerzonie » (voir la liste des auteurs).

- (uk) Cet article est partiellement ou en totalité issu de l’article de Wikipédia en ukrainien intitulé « Закерзоння » (voir la liste des auteurs).
- Les relations polono-ukrainiennes depuis la Seconde Guerre mondiale - Persée